# Wróbel (Banie Mazurskie)
Wróbel (deutsch Sperling) ist ein Dorf in der polnischen Woiwodschaft Ermland-Masuren und gehört zur Landgemeinde Banie Mazurskie (Benkheim) im Powiat Gołdapski (Kreis Goldap).

## Geographische Lage
Wróbel liegt im Nordosten der Woiwodschaft Ermland-Masuren an der Goldap (polnisch Gołdapa), 17 Kilometer südwestlich der jetzigen Kreisstadt Gołdap (Goldap) und 21 Kilometer nordwestlich der einstigen Kreishauptstadt Angerburg (polnisch Węgorzewo).

## Ortsname
Der polnische Ortsname greift die deutsche Ortsbezeichnung „Sperling“ auf, ist doch „Wróbel“ der polnische Name für „Spatz“.

## Geschichte
Der einst Sperling genannte Ort bestand ehemals aus einem sehr großen Gut. Im Laufe der Zeit ergaben sich unterschiedliche Namensformen: Sogona (vor 1566), Sagona, Zagonn, Schoyonn (vor 1785). Am 6. Mai 1874 wurde Sperling Sitz und namensgebend für einen Amtsbezirk, der allerdings nur aus dem Gutsbezirk Sperling (Remontedepot) bestand. Er gehörte zeit seines Bestehens zum Kreis Angerburg im Regierungsbezirk Gumbinnen der preußischen Provinz Ostpreußen. 
Nachdem am 1. Oktober 1926 der Gutsbezirk Sperling je zu Teilen in die Landgemeinden Benkheim (polnisch Banie Mazurskie), Janellen (Janele, nicht mehr existent), Lissen (Lisy) und Surminnen (Surminy) sowie am 17. Oktober 1928 in die Landgemeinde Popiollen (1938 bis 1945: Albrechtswiesen, polnisch Popioły) eingegliedert worden waren, wurde der Amtsbezirk Sperling am 15. Mai 1930 aufgelöst und der restliche Gutsbezirk dem Amtsbezirk Benkheim  zugeordnet.
Im Jahre 1910 waren in Sperling 465 Einwohner registriert. Die Zahl belief sich 1925 noch auf 433, sank dann – aufgrund der massiven Umstrukturierungen – auf 54 in den Jahren 1933 bzw. 1939 ab.
In Kriegsfolge kam Sperling 1945 mit dem gesamten südlichen Ostpreußen zu Polen und erhielt den polnischen Namen „Wróbel“. Heute ist das Dorf Sitz eines Schulzenamtes (polnisch Sołectwo), das für Wróbel selbst und für Stadnica (Wilhelmshof) zuständig ist. Es gehört zum Verbund der Landgemeinde Banie Mazurskie im Powiat Gołdapski, vor 1998 der Woiwodschaft Suwałki, seither der Woiwodschaft Ermland-Masuren zugehörig.

## Kirche
Kirchlich war Sperling vor 1945 in das Kirchspiel der evangelischen Kirche in Benkheim (polnisch Banie Mazurskie) im Kirchenkreis Angerburg in der Kirchenprovinz Ostpreußen der Kirche der Altpreußischen Union eingepfarrt. Die Katholiken gingen in die katholische Pfarrkirche in Goldap. 
Seit 1945 dient das vorher evangelische Gotteshaus in Banie Mazurskie als katholische Pfarrkirche. Die katholische Pfarrei gehört zum Dekanat Gołdap, das bis 1992 zum Bistum Ermland gehörte, seither zum Bistum Ełk. Die evangelischen Kirchenglieder orientieren sich nun nach Gołdap, einer Filialgemeinde von Suwałki in der Diözese Masuren der Evangelisch-Augsburgischen Kirche in Polen.

## Verkehr
Wróbel liegt an der bedeutenden polnischen Woiwodschaftsstraße DW 650 (einstige deutsche Reichsstraße 136), die die beiden Kreisgebiete Węgorzewo und Gołdap miteinander verbindet. Eine Bahnanbindung besteht seit 1945 nicht mehr, seitdem die Bahnstrecke Angerburg–Goldap mit der nächstgelegenen Bahnstation Banie Mazurskie kriegsbedingt aufgegeben wurde.